# Exochus areolatus
Exochus areolatus là một loài tò vò trong họ Ichneumonidae.